# Спомен-црква Свете Петке у Шапцу
Спомен црква Свете Петке у Шапцу је подигнута 2006. године на иницијативу Удружења грађана „Мост”, у близини места где су по ослобођењу 1944. године пострадали виђенији грађани Шапца и у којој се сваке године служи парастос недужно страдалим жртвама.

## Страдање шапчана
Од 27. октобра 1944. године, у Шапцу је почело убијање грађана које су ослободиоци, без утврђене кривице и судског процеса, прогласили „народним непријатељима”. Они су брутално ликвидирани на старом Железничком мосту, без прецизних података о томе колико је људи изгубило живот од Свете Петке до пролећа 1945. године нема, а број се креће од 100 до чак две хиљаде.

Само првог дана погубљено је 36 Шапчана, чија су се имена сутрадан нашла на списку истакнутом на зиду Окружног затвора. Међу њима су били апотекари Влада Самуровић и Илија Ранковић, трговац Михаило Антић, мајор Добра Николић, парох Паун Прокић, инжењер Александар Бучин и многи виђени и угледни грађани тог времена.